# Nina Wähä
Nina Wähä, född den 21 mars 1979 i Österhaninge, är en svensk författare, skådespelare och sångare.
Wähä har gett ut fyra romaner på Norstedts: S som i syster (2007), Titta inte bakåt (2010), Testamente (2019) och Babetta (2022). Hon spelade en av huvudrollerna i Daniel Espinosas långfilm Babylonsjukan (2004) och har även haft en mindre roll i Henry Meyers Fyra veckor i juni (2005). Nina Wähä är också sångerska i popbandet Lacrosse som gett ut tre album (2007-2014).

## Biografi
Nina Wähä är född och uppvuxen i en stor familj i Stockholm. Hennes far invandrade från Bulgarien på 1960-talet och modern härstammar från finska Tornedalen. Hon tillbringade sommarloven hos mormodern tillsammans med många kusiner på landet i Tornedalen och lärde sig såväl finska som meänkieli. Hon har gått en tvåårig utbildning i litterär gestaltning vid Göteborgs universitet. Hon har arbetat som restaurangchef och med catering. Nina Wähä är sångerska i indiepopbandet Lacrosse och hon har haft filmroller.

## Författarskap
Wähä debuterade som författare med romanen S som i syster, 2007. Syskonskapet mellan två systrar splittras vid föräldrarnas skilsmässa då Paola stannar hos modern och Isabel, romanens berättarjag, bor med sin far. Det innebär att Isabel flyttar runt med fadern som inleder relationer med många kvinnor och slutligen omkommer i en brand då Isabel räddas. Systrarnas vuxenrelation präglas av den dysfunktionella familjesituationen och deras olika uppväxtvillkor.
Allt handlar inte om dig, 2008 är en novellsamling skriven på uppdrag av Göteborgs filmfestival. Varje novell handlar om en historisk person.
I Titta inte bakåt, 2010, blir en yngre kvinna, Sabina, bekant med en äldre man. I hans bostad hittar hon brev som tillsammans utgör ett manuskript. Det skildrar hur en man tillsammans med två kamrater på 1960-talet lämnar det kommunistiska Bulgarien i syfte att komma till USA, men de hamnar i studentupprorens Rom där det uppstår olika förvecklingar. Genom Sabina kommer de tre vännerna att sammanstråla igen.
Testamente, 2019, utspelar sig i finska Tornedalen och skildrar en stor familj bestående av en despotisk och känslokall far, en undergiven mor och tolv syskon. Annie som är näst äldst i den stora syskonskaran besöker föräldrahemmet under julhelgen. En olycka inträffar vilket föranleder Annie att försöka förmå modern att lämna den förtryckande fadern. Därefter följer en myllrande berättelse där alla personer kommer till tals och får beskriva familjehistorien på sitt eget sätt. Författaren säger i en intervju att hon ursprungligen skrev boken som en samling noveller. Ett mord har begåtts vilket också ger ett deckarperspektiv på handlingen.
Nina Wähäs fjärde roman, Babetta, 2022, handlar om relationen mellan de två vännerna Lou och Katja som möttes på teaterlinjen på Södra Latin i Stockholm. Många år senare bjuder Lou in Katja att tillbringa sommaren på ett slott i södra Frankrike där hon bor tillsammans med en betydligt äldre filmfotograf.
De tre första romanerna fick ett positivt mottagande av kritiker och läsare. Nina Wähä har med romanen Testamente nominerats till 2019 års Augustpris. 2019 tilldelades hon Lydia och Herman Erikssons stipendium. 2019 belönades hon också med Samfundet De Nios Julpris. Samma år tilldelades hon Albert Bonniers Stipendiefond för svenska författare. Nina Wähä har mottagit Sveriges Radios romanpris 2020 för romanen Testamente. 

## Diskografi
Med Lacrosse:
- This New Year Will Be for You and Me. Tapete Records, 2007.
- Bandages for the Heart. Tapete Records, 2009.
- Are You Thinking of Me Every Minute of Every Day? Tapete Records, 2013.

## Filmografi
- 2004 – Babylonsjukan
- 2005 – Fyra veckor i juni